# WW Pictoris
WW Pictoris es una gigante roja variable de la costelación del Pictor, se encuentra a 1124.8 años luz(344.8 parsecs). Es una estrella casi afuera de la constelación del Pictor, en las fronteras con Columba.

## Propiedades Físicas
WW Pictoris no es una estrella demasiada brillante debido a su distancia y por ser una estrella variable pulsante pero tiene una magnitud absoluta de -1.13, para ser una variable es alto, su magnitud visual ronda los 6.49–6.98 que no es tan alto el cambio comparado a otras estrellas. El tipo estelar es M3/4III, su temperatura de 3500K con un índice de color de 1.688, gigante roja.
La luminosidad máxima de WW Pictoris es de 300 luminosidades solares pero suele rondar entre 300–280 luminosidades solares, su masa es de 5.14 masas solares.

## Forma de la estrella
La forma de la estrella no es esférica en su totalidad, es un poco ovalada por ser pulsante como muchas estrellas de su tipo estelar, su radio mide 47 radios solares.